# Ptilinop de Geelvink
El ptilinop de Geelvink (Ptilinopus speciosus) és una espècie d'ocell de la família dels colúmbids (Columbidae) que habita els boscos de les illes de la Badia de Geelvink, al nord-oest de Nova Guinea.